# Quer pasticciaccio brutto de via Merulana
Quer pasticciaccio brutto de via Merulana (ungefär Den hemska röran på Via Merulana) är en roman av den italienske författaren Carlo Emilio Gadda från 1957. Boken saknar översättning till svenska, men har översatts till bland annat engelska, då som That Awful Mess on the Via Merulana.
Romanen, som är en kriminalroman, utspelar sig i Rom 1927. Den gavs ursprungligen ut i fem delar i tidskriften Letteratura, innan den gavs ut som roman 1957 på förlaget Garzanti. Bland annat den italienske författaren Italo Calvino har inspirerats av och studerat romanen, och skrev ett långt förord till den engelska utgåvan, som senaste gången gavs ut 2007. Calvino hade då tidigare, i ett tal hållet i USA, konstaterat att Gaddas roman inte har fått så mycket uppmärksamhet utanför Italien som den borde.